# Università di Mosul
L'Università di Mosul è un ateneo iracheno che ha la propria sede a Mosul.

## Storia
L'università di Mosul è la seconda più grande università del Paese, alle spalle dell'ateneo della capitale. La prima cellula di quella che sarebbe stata la futura università è stato il collegio di medicina, realizzato nel 1929 dal ministero della sanità. Da questo primo centro di studi nel 1967 è stata fondata l'università. L'ateneo è uno dei più importanti centri di ricerca e di formazione di tutta la regione mediorientale. L'università ha una biblioteca centrale in cui è custodita un'importante collezione di atlanti e mappe con esemplari che sono i più antichi di tutto il Paese. La biblioteca è in fase di ricostruzione a seguito della demolizione della stessa nel periodo in cui la città era sotto l'occupazione dell'Isis.